# Lake Greenwood (South Carolina)
Lake Greenwood ist ein Stausee am Saluda River im US-Bundesstaat South Carolina.

## Lage
Der Stausee befindet sich etwa 13 km nordöstlich der Stadt Greenwood. Der zwischen 1935 und 1940 errichtete Buzzard Roost Dam (⊙) staut den nach Südosten fließenden Saluda River auf einer Länge von 33 km. Neben dem Saluda River münden der Reedy River und der Rabon Creek in den Stausee. Der Lake Greenwood erstreckt sich über die drei Countys Greenwood (Südwestufer), Laurens (Nordostufer mit Ausnahme der untersten 5 Kilometer) und Newberry (die unteren 5 Kilometer am Nordostufer).
Er hat eine Wasserfläche von 46 km² sowie eine Uferlinie von 341 km. Die mittlere Tiefe liegt bei 6,6 m, die maximale Tiefe bei 21,1 m. Die mittlere Seehöhe liegt bei 133,6 m. Das Einzugsgebiet des Lake Greenwood umfasst 3029 km².
Am Staudamm befindet sich ein Wasserkraftwerk mit 3 Turbinen zu je 5 MW.
Mittels Tiefenwasserbelüftung wird der Sauerstoffbedarf im Tiefenwasser des Stausees durch die Luftzufuhr aus der Atmosphäre gedeckt, ohne dabei die natürliche Stratifikation des Sees zu zerstören.

## Freizeit
Etwa 5 km vom Buzzard Roost Dam entfernt befindet sich am Südwestufer der Lake Greenwood State Park. Der Stausee wird als Angelgewässer genutzt. Es wird eine entsprechende Angellizenz benötigt. Im Lake Greenwood kommen folgende Angelfische vor: Sonnenbarsche der Gattungen Micropterus (bass) und Pomoxis (crappie), Brachse (bream), Echte Barsche (perch), Welsartige (catfish) und Morone saxatilis (stripers).